# ألان فينس
ألان فينس (بالإنجليزية: Alan Vince)‏ هو عالم آثار بريطاني، ولد في 30 مارس 1952، وتوفي في 23 فبراير 2009.

## وصلات خارجية
- ألان فينس على موقع IMDb (الإنجليزية)